# Roca Picarda
La Roca Picarda és una serra situada al municipi de Mura, a la comarca catalana del Bages, amb una elevació màxima de 709 metres.